# Енні Ноулін Севері
Енні Ноулін Севері (1831 , Лондон  — 1891 ) — американська суфражистка та філантропка із Де-Мойна, штат Айова. Започаткувала феміністичний рух та боролася за виборче право жінок. Долучилася до жіночого виборчого руху в 1860-х і стала лідеркою в окрузі та штаті, широко виступаючи та допомагаючи створювати організації для його підтримки.
Після того, як у 1872 році законопроєкт про внесення змін до конституції штату щодо виборчого права жінок був відхилений, Севері працювала над іншими запитами громадськості. Вона пожертвувала книжки міській публічній бібліотеці, допомогла заснувати першу державну лікарню в місті. У 1875 році Севері стала однією з перших двох жінок, які закінчили юридичний коледж Університету Айови, де вивчали права одружених жінок. Вона пройшла адвокатуру та отримала ліцензію на участь у засіданнях Верховного суду. В 1997 році Севері була посмертно включена до Зали жіночої слави штату Айова.

## Раннє життя
Енні Ноулін народилася в Лондоні в 1831 році і емігрувала в дитинстві зі своєю сім'єю до США, де вони оселилися в Нью-Йорку. Замолоду одружилася з Джеймсом С. Савері, молодим бізнесменом і спекулянтоом нерухомістю, який народився 30 листопада 1824 року в Массачусетсі. Вони одружилися в Саратога-Спрінгс, Нью-Йорк, 20 січня 1852 року. Нова родина переїхала до Де-Мойна, штат Айова, у квітні 1864 року. Вони купили зруб Marvin House за 3000 доларів і пристосували його як готель, яким Енні керувала деякий період. Вони побудували будинок на Гранд-авеню, де згодом відкрили розважальні заклади.
Тим часом її чоловік з партнерами побудував сучасний готель, який відкрився в 1862 році як готель Савери. Її чоловік знову інвестував прибуток від готелю, і до 1870 року вартість їхньої нерухомості зросла з 10 000 до 250 000 доларів (більше 3,5 мільйонів доларів у сьогоднішніх доларах) у міру розвитку міста та зростання поселення. Протягом десятиліть Де-Мойн також був важливим містом на шляху перших мігрантів на Захід і процвітало завдяки торгівлі. У 1878 році пара продала готель Savery Hotel, і нові власники перейменували його на «The Hotel Kirkwood».
Серед успішних підприємств родини — американська еміграційна компанія, яка допомагала переселитися майже 100 тисячам іммігрантів зі Скандинавії в Айові та прилеглих штатах. Пізніше її чоловік інвестував у банківські та західні землі, а також у видобуток у Монтані.
Хоча Енні Савері не здобула повноцінної формальної освіти в ранньому віці, вона багато читала на широку тематику. Також була відома вивченням багатьох галузей. Була у центрі інтелектуального життя Де-Мойна і підтримувала розвиток культури міста. Інформація щодо її подальшого навчання різниться — вона найняла репетитора, який навчав її французької мови. Згідно з «Біографічним словником Айови» сама вивчала французьку. У 1870-х роках Енні Ноулін Севері вступила на юридичний факультет Університету Айови, який закінчила в 1875 році.

## Кар'єра
Сейвері найбільш відома як піонерка феміністичного руху за її ранню участь у жіночому виборчому русі в Айові, починаючи з 1860-х. Свою першу промову про виборчі права жінок вона виголосила в січні 1868 року в Де-Мойні. У 1870 році допомогла заснувати перше жіноче виборче товариство в окрузі Полк, штат Айова.
У 1870-х роках увійшла до виконавчого комітету Національної асоціації виборчого права жінок. Сейвері тісно співпрацювала з такими лідерами, як Люсі Стоун, Ізабелла Бічер Хукер, Елізабет Кеді Стентон і Сьюзен Б. Ентоні. Співпраця Стентон та Ентоні з Вікторією Вудхалл, яка підтримувала вільне кохання та партнерство викликало негативні думки, особливо в консервативній Айові. Вудхалл отримала національну популярність після її свідчень перед Конгресом про виборче право жінок. Сейвері працювала над подоланням труднощів, продовжуючи наголошувати, що жінки можуть підтримувати права жінок незалежно від їхньої думки щодо таких побічних питань, як вільне кохання.
У 1870 році комітетом був прийнятий законопроєкт про виборчі права для жінок Айови для внесення змін до конституції штату. Якби він був ухвалений вдруге на наступній сесії, законопроєкт про внесення поправок до Конституції штату був би опублікований для обговорення громадськості. У 1872 році це обговорювалося депутатами законодавчого органу штату, і суперечки про Вудхалла та прихильників вільного кохання в жіночому русі збили важливу підтримку. Вдруге законопроєкт не пройшов. Після цього багато активістів у державі відступили, і в русі домінували консерватори. Вони відмовилися від підтримки Савері як свого прес-секретаря. Жодного законопроєкту про виборче право жінок знову не було запропоновано в Айові до 1916 року, за кілька років до того, як у 1919 році була прийнята поправка до конституції США, яка надала жінкам право голосу.
Савері звернулася до інших сфер, виступаючи фінансовим партнером у створенні бджільництва в 1871 році з Еллен Сміт Таппер. Бджіл утримували на володінні Савері на Гранді. Сейвері також зробила пожертвування Публічній бібліотеці Де-Мойна і започаткувала програму стипендій для жінок у коледжі Айови, який зараз називається Grinnell College. Вона допомогла змінити умови в окружній в'язниці.
Після того, як у 1874 році резиденція Савері на Гранді згоріла, вони переїхали в номери свого готелю. Сейвері вступила до юридичного коледжу Університету Айови і була однією з двох жінок у своєму класі. Вона закінчила цей заклад освіти з відзнакою в 1875 році, Вони були першими двома жінками, які закінчили юридичний факультет у штаті. Сейвері витримала адвокатуру і була однією з перших жінок, які отримали дозвіл виступати перед Верховними судами. Вона не мала наміру займатися юридичною практикою, але хотіла більше дізнатися про права заміжніх жінок і показати жінкам, що для них відкриті професійні сфери.
У 1876 році Сейвері допомогла зібрати кошти для створення першої державної лікарні в Де-Мойні. Вона була серед багатьох жінок у 19 столітті, які були невід'ємною частиною створення та підтримки бібліотек і лікарень для своїх громад.

## Пізні роки і смерть

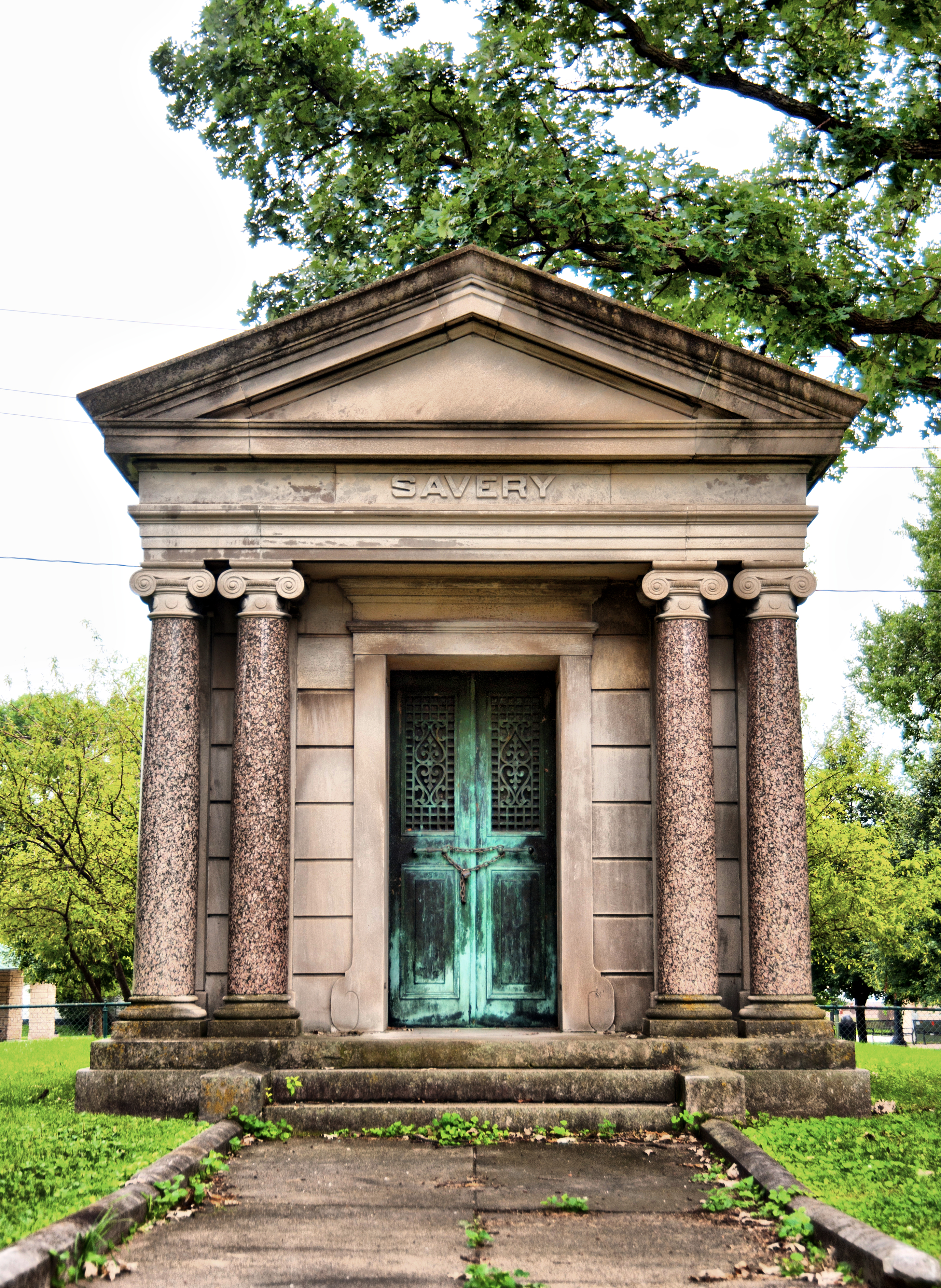
Мавзолей Савері на кладовищі Вудленд в Де-Мойні

Після втрати будинку через пожежу та фінансових труднощів під час депресії 1870-х років Савері переїхали до Монтани в 1878 році, де її чоловік повернув свої статки на видобуток корисних копалин та інші інвестиції. У 1883 році вони поселилися в Нью-Йорку, де Сейвері лікувалася від хронічної хвороби серця. Вони також підтримували зв'язки з Де-Мойн. У свої останні роки Сейвері багато подорожувала Європою, щоб продовжити навчання. Зіткнувшись із погіршенням здоров'я, у 1880-х Сейвері глибоко залучився до теософії, свого роду пантеїзму.
Померла 14 квітня 1891 року в Нью-Йорку. Її тіло було повернуто в Де-Мойн на похорон. Її друг суддя Натаніель М. Хаббард із Сідар-Рапідс, лідер Республіканської партії, був головним промовцем на похороні, вихваляючи її інтелектуальні пошуки та здібності. Савері, що пережила свого чоловіка, була похована в Де-Мойні в склепі Савері, який він створив на кладовищі Вудленд . Її чоловік помер 27 серпня 1905 року і також був похований у сімейному склепі на кладовищі Вудленд.

## Спадщина і почесті
У 1997 році Сейвері була посмертно включена до Зали жіночої слави штату Айова .